# Bulbophyllum caecum
Bulbophyllum caecum là một loài phong lan thuộc chi Bulbophyllum.